# Clasificación para la Copa Mundial de Fútbol de 2010
En el proceso de clasificación para la Copa Mundial de Fútbol de 2010, los equipos compitieron por las 32 plazas, con una plaza destinada al país organizador, Sudáfrica. Las seis confederaciones de la FIFA compartieron las 31 plazas restantes de la siguiente manera:
- Europa (UEFA): 13 plazas.
- Sudamérica (Conmebol): 4,5 plazas.
- Norte, Centroamérica y el Caribe (Concacaf): 3,5 plazas.
- África (CAF): 6 plazas (incluyendo a Sudáfrica, clasificada automáticamente como país organizador).
- Asia (AFC): 4,5 plazas.
- Oceanía (OFC): 0,5 plaza.

Europa y África tenían un número de plazas garantizado de antemano. El número de clasificados de las otras confederaciones dependía de las repescas intercontinentales, que disputaron los países mejor clasificados en sus respectivos continentes y que no tenían clasificación directa. Las definiciones fueron:
- 4.º clasificado de CONCACAF contra 5.º clasificado de Conmebol.
- Ganador de la repesca de quintos clasificados de AFC contra el ganador de OFC.

En total, 204 asociaciones de fútbol se inscribieron a la competición preliminar al 15 de marzo de 2007. De las 207 existentes, 203 debían competir por las 31 plazas (incluyendo la selección sudafricana, que de todos modos participaba en los preliminares para jugar la Copa Africana de Naciones 2010). Luego se sumó la selección de Montenegro, que se convirtió en el miembro número 208 de la FIFA.
En total se jugaron 848 partidos y se anotaron un total de 2337 goles con un promedio de 2.76 goles por partido.
Solo cuatro miembros asiáticos (Bután, Brunéi, Laos y las Islas Filipinas) no pudieron registrarse para la competición.
Después del cierre de las inscripciones, se incluyó a Bután en las pre-clasificación asiática. Brunéi y Laos fueron rechazados. El número final de equipos rompió el anterior récord de 199 en 2002. Sin embargo, cinco de aquellos equipos abandonaron sin jugar un solo partido: Bután, República Centroafricana, Eritrea, Guam y Santo Tomé y Príncipe. Además, Papúa Nueva Guinea no pudo entrar en los Juegos del Pacífico Sur (que albergaban las clasificatorias de Oceanía) y no formó parte en la clasificación.

## Sumario de clasificación
| Confederación | Equipos de inicio | Equipos clasificados | Equipos eliminados | Cupos al Mundial | Fecha de finalización   |
| ------------- | ----------------- | -------------------- | ------------------ | ---------------- | ----------------------- |
| UEFA          | 53                | 13                   | 40                 | 13               | 18 de noviembre de 2009 |
| CAF           | 52 +1s            | 5 +1s                | 47                 | 5 +1s            | 18 de noviembre de 2009 |
| Conmebol      | 10                | 5                    | 5                  | 4 o 5            | 18 de noviembre de 2009 |
| Concacaf      | 35                | 3                    | 32                 | 3 o 4            | 18 de noviembre de 2009 |
| AFC           | 43                | 4                    | 39                 | 4 o 5            | 14 de noviembre de 2009 |
| OFC           | 10                | 1                    | 9                  | 0 o 1            | 14 de noviembre de 2009 |
| Mundo         | 203 +1s           | 31 + 1s              | 171                | 31 +1s           | 18 de noviembre de 2009 |

Nota: s = sede

## Grupos de clasificación
El proceso de clasificación comenzó en agosto de 2007 y se completó en noviembre de 2009. Se anunció un sorteo inicial de preliminares (grupos de clasificación en Oceanía y rondas de eliminación directa en África y Asia) en Zúrich el 28 de mayo de 2007, pero no se realizaron.
Los grupos iniciales para la clasificación de Oceanía disputaron sus partidos en Auckland (Nueva Zelanda) a comienzos de junio, con sorteos preliminares para las clasificaciones asiáticas y africanas anunciados en agosto.
El sorteo para los grupos principales de clasificación de la Copa Mundial de Fútbol de 2010 se realizó en Durban, Sudáfrica, el 25 de noviembre de 2007. Antes del sorteo actual, ya habían quedado eliminados 34 equipos (6 de la OFC, 5 de la CAF y 23 de AFC). También se había iniciado la clasificación de Conmebol (sin sorteo ya que se realiza una liga todos-contra-todos con el mismo esquema de 2006). Los 4 equipos restantes de OFC ya habían comenzado a jugar la etapa final en un único grupo, y tampoco se necesitó ningún sorteo. Por lo tanto, el sorteo de los sorteos para los 156 miembros FIFA que quedaban de los 205 originales, fue: 53 para UEFA; 48 para CAF (53 menos 5 perdedores y retirados); 20 de AFC (43 menos 23 perdedores y retirados); y 35 para Concacaf.
Como país organizador, Sudáfrica se clasifica automáticamente. Como en 2006, los campeones (Italia) no se clasificaron automáticamente. Si lo hacían, serían situados de manera similar a lo que hizo Brasil en el torneo de 2006.

### Instancias de empate en formatos de liga
Para las etapas de clasificación el método usado para determinar los lugares definitivos para equipos con igual puntaje es igual para todas las confederaciones, regla definida por la FIFA. Los equipos en igualdad de puntos se posicionarán de la siguiente forma:
1. diferencia de gol en partidos de grupo
2. mayor número de goles anotados en todos los partidos de grupo
3. mayor número de puntos conseguidos entre los equipos igualados
4. diferencia de gol entre los equipos igualados
5. mayor número de goles anotados entre los equipos igualados
6. sorteo o repesca (si así lo dispone la FIFA)

Éste es un cambio respecto a la clasificación de 2006, donde el resultado entre los dos equipos era la primera instancia de definición.

### Europa (UEFA)
(53 equipos compitiendo por 13 cupos)
La clasificatoria europea comenzó en agosto de 2008 después de la Eurocopa. Ocho grupos de seis equipos y uno de cinco participarán en la eliminatoria. Como resultado, los nueve ganadores de cada grupo clasificarán directamente, y los mejores ocho segundos lugares jugarán repechajes de ida y vuelta por las cuatro plazas restantes. Para determinar los mejores ocho segundos lugares, los resultados contra los equipos colistas de los grupos de seis equipos no serán tomados en cuenta.
La fase de grupos será completada el 14 de octubre de 2009. El 19 de ese mes, en Zúrich, se sortearan las parejas para la fase de repesca, con tales partidos pactados para el 14 y 18 de noviembre.

#### Posiciones finales (grupos)
| Equipo    | Pts | PJ |
| --------- | --- | -- |
| Dinamarca | 21  | 10 |
| Portugal  | 19  | 10 |
| Suecia    | 18  | 10 |
| Hungría   | 16  | 10 |
| Albania   | 7   | 10 |
| Malta     | 1   | 10 |

| Equipo     | Pts | PJ |
| ---------- | --- | -- |
| Suiza      | 21  | 10 |
| Grecia     | 20  | 10 |
| Letonia    | 18  | 10 |
| Israel     | 15  | 10 |
| Luxemburgo | 5   | 10 |
| Moldavia   | 3   | 10 |

| Equipo            | Pts | PJ |
| ----------------- | --- | -- |
| Eslovaquia        | 22  | 10 |
| Eslovenia         | 20  | 10 |
| República Checa   | 16  | 10 |
| Irlanda del Norte | 15  | 10 |
| Polonia           | 11  | 10 |
| San Marino        | 0   | 10 |

| Equipo        | Pts | PJ |
| ------------- | --- | -- |
| Alemania      | 26  | 10 |
| Rusia         | 22  | 10 |
| Finlandia     | 18  | 10 |
| Gales         | 12  | 10 |
| Liechtenstein | 4   | 10 |
| Azerbaiyán    | 3   | 10 |

| Equipo               | Pts | PJ |
| -------------------- | --- | -- |
| España               | 30  | 10 |
| Bosnia y Herzegovina | 19  | 10 |
| Turquía              | 15  | 10 |
| Bélgica              | 10  | 10 |
| Estonia              | 8   | 10 |
| Armenia              | 4   | 10 |

| Equipo      | Pts | PJ |
| ----------- | --- | -- |
| Inglaterra  | 27  | 10 |
| Ucrania     | 21  | 10 |
| Croacia     | 20  | 10 |
| Bielorrusia | 13  | 10 |
| Kazajistán  | 6   | 10 |
| Andorra     | 0   | 10 |

| Equipo      | Pts | PJ |
| ----------- | --- | -- |
| Serbia      | 22  | 10 |
| Francia     | 21  | 10 |
| Austria     | 14  | 10 |
| Lituania    | 12  | 10 |
| Rumania     | 12  | 10 |
| Islas Feroe | 4   | 10 |

| Equipo     | Pts | PJ |
| ---------- | --- | -- |
| Italia     | 24  | 10 |
| Irlanda    | 18  | 10 |
| Bulgaria   | 14  | 10 |
| Chipre     | 9   | 10 |
| Montenegro | 9   | 10 |
| Georgia    | 3   | 10 |

| Equipo              | Pts | PJ |
| ------------------- | --- | -- |
| Países Bajos        | 24  | 8  |
| Noruega             | 10  | 8  |
| Escocia             | 10  | 8  |
| Macedonia del Norte | 7   | 8  |
| Islandia            | 5   | 8  |

#### Tabla de segundos lugares
Las repescas serán jugadas por los mejores ocho segundos lugares. Con un grupo teniendo un equipo menos que los otros, los partidos jugados contra los colistas de los grupos restantes no son incluidos en la tabla.
| Segundos lugares \| Equipo \| Pts \| PJ \| \| -------------------- \| --- \| -- \| \| Rusia \| 16 \| 8 \| \| Grecia \| 16 \| 8 \| \| Ucrania \| 15 \| 8 \| \| Francia \| 15 \| 8 \| \| Eslovenia \| 14 \| 8 \| \| Bosnia y Herzegovina \| 13 \| 8 \| \| Portugal \| 13 \| 8 \| \| Irlanda \| 12 \| 8 \| \| Noruega \| 10 \| 8 \| |     |    |
| Equipo | Pts | PJ |
| Rusia | 16  | 8  |
| Grecia | 16  | 8  |
| Ucrania | 15  | 8  |
| Francia | 15  | 8  |
| Eslovenia | 14  | 8  |
| Bosnia y Herzegovina | 13  | 8  |
| Portugal | 13  | 8  |
| Irlanda | 12  | 8  |
| Noruega | 10  | 8  |

#### Partidos de repesca
Los juegan los ocho mejores segundos lugares, mostrados en la tabla anterior a partidos de ida y vuelta. Los cuatro ganadores (en negrita) clasifican a la Copa Mundial de Fútbol de 2010.
| Local ida | Marcador global | Visitante ida        | Ida | Vuelta |
| --------- | --------------- | -------------------- | --- | ------ |
| Irlanda   | 1:2             | Francia              | 0:1 | 1:1    |
| Portugal  | 2:0             | Bosnia y Herzegovina | 1:0 | 1:0    |
| Grecia    | 1:0             | Ucrania              | 0:0 | 1:0    |
| Rusia     | 2:2             | Eslovenia (v)        | 2:1 | 0:1    |

### Norte, Centroamérica y el Caribe (Concacaf)
(35 equipos compitiendo por 3 ó 4 plazas; una repesca contra Conmebol determina quién obtiene el cupo extra)
El proceso de clasificación es idéntico al usado en 2006, excepto que Puerto Rico compite esta vez (único miembro Concacaf que no participó en las pasadas clasificatorias), con lo que habrá 11 partidos en vez de 10 en la primera ronda preliminar, y 13 equipos derrotados en vez de 14 en la segunda. Las dos rondas preliminares, jugadas en la primera mitad de 2008, redujeron los 35 participantes a 24 y luego a 12. Tres grupos de 4 equipos constituyeron la penúltima fase entre agosto y noviembre de 2008, con los dos primeros de cada grupo avanzando al hexagonal final de 2009. Los 3 primeros de la última fase tendrán boletos directos para el Mundial; mientras que el cuarto lugar disputará una repesca contra el quinto puesto de la Conmebol.

#### Posiciones finales (Cuarta fase)
| Cuarta fase \| Equipo \| Pts \| PJ \| \| ----------------- \| --- \| -- \| \| Estados Unidos \| 20 \| 10 \| \| México \| 19 \| 10 \| \| Honduras \| 16 \| 10 \| \| Costa Rica \| 16 \| 10 \| \| El Salvador \| 8 \| 10 \| \| Trinidad y Tobago \| 6 \| 10 \| |     |    |
| Equipo | Pts | PJ |
| Estados Unidos | 20  | 10 |
| México | 19  | 10 |
| Honduras | 16  | 10 |
| Costa Rica | 16  | 10 |
| El Salvador | 8   | 10 |
| Trinidad y Tobago | 6   | 10 |

### Sudamérica (Conmebol)
(10 equipos compiten por 4 ó 5 cupos: una repesca contra Concacaf determina qué confederación obtiene el cupo extra)
La clasificación de Conmebol otra vez presenta un sistema de liga todos-contra-todos en partidos de ida y vuelta por un único grupo de 10 equipos, con partidos jugados de octubre de 2007 a octubre de 2009. El fixture es idéntico a la clasificación de 2006. Para limitar los viajes de los jugadores de ligas europeas a Sudamérica, Conmebol usa nueve fechas dobles, es decir, dos partidos jugados distanciados 3 o 4 días.
Los mejores 4 equipos clasifican directamente a la Copa Mundial. El quinto lugar jugó una repesca contra el cuarto de la Concacaf, la cual se jugó el 14 y 18 de noviembre de 2009.

#### Posiciones finales
| Pos. | Equipo    | Pts | PJ | PG | PE | PP | GF | GC | Dif  |
| ---- | --------- | --- | -- | -- | -- | -- | -- | -- | ---- |
| 1.   | Brasil    | 34  | 18 | 9  | 7  | 2  | 33 | 11 | +22  |
| 2.   | Chile     | 33  | 18 | 10 | 3  | 5  | 32 | 22 | +10  |
| 3.   | Paraguay  | 33  | 18 | 10 | 3  | 5  | 24 | 16 | +8   |
| 4.   | Argentina | 28  | 18 | 8  | 4  | 6  | 23 | 20 | +3   |
| 5.   | Uruguay   | 24  | 18 | 6  | 6  | 6  | 28 | 20 | +8   |
| 6.   | Ecuador   | 23  | 18 | 6  | 5  | 7  | 22 | 26 | -4   |
| 7.   | Colombia  | 23  | 18 | 6  | 5  | 7  | 14 | 18 | -4   |
| 8.   | Venezuela | 22  | 18 | 6  | 4  | 8  | 23 | 29 | -6   |
| 9.   | Bolivia   | 15  | 18 | 4  | 3  | 11 | 22 | 36 | -14  |
| 10.  | Perú      | 13  | 18 | 3  | 4  | 11 | 11 | 34 | -23. |

### África (CAF)
(53 equipos compitiendo por 5 cupos, la sede Sudáfrica ocupa el sexto)
La clasificación de Confederación Africana de Fútbol comenzó con una ronda preliminar, jugada el 13 de octubre y el 17 de noviembre de 2007 para estrechar el campo a 48 equipos y desde ahí formar 12 grupos de 4 equipos sorteados en Durban en noviembre de 2007.
Los 12 ganadores de cada grupo y los ocho mejores segundos avanzaron a la siguiente etapa. El procedimiento fue complicado debido a que dos de los grupos fueron reducidos a solo tres equipos por el retiro de Eritrea (antes de comenzar el grupo) y la exclusión de Etiopía (que vio todos sus resultados anulados). Esto dio como resultado que la comparación de los 12 segundos lugares no incluyese los partidos contra los colistas de cada grupo.
Los restantes 20 equipos fueron ubicados en cinco grupos de cuatro equipos en un sorteo en Zúrich, el 22 de octubre de 2008. Los ganadores de aquellos grupos clasificarán a la Copa del Mundo.
La clasificación para la Copa del Mundo es combinada con el proceso clasificatorio para la Copa Africana de Naciones 2010. Como Sudáfrica es la sede del Mundial, está clasificada automáticamente, pero debía también participar para asegurar un lugar en el torneo continental.
Si Sudáfrica hubiese avanzado a la Tercera fase (segunda fase de grupos), sus partidos podrían no haber sido contados para determinar quien avanzara al Mundial. Sin embargo, Sudáfrica fue eliminada de las clasificatorias antes de esa instancia. Esto significó que no clasificaran a la Copa Africana de Naciones, y que todos los partidos en la fase tres contarán para la clasificación a la Copa del Mundo.

#### Posiciones finales (Tercera fase)
| Equipo    | Pts | PJ |
| --------- | --- | -- |
| Camerún   | 13  | 6  |
| Gabón     | 9   | 6  |
| Togo      | 8   | 6  |
| Marruecos | 3   | 6  |

| Equipo     | Pts | PJ |
| ---------- | --- | -- |
| Nigeria    | 12  | 6  |
| Túnez      | 11  | 6  |
| Mozambique | 7   | 6  |
| Kenia      | 3   | 6  |

| Equipo  | Pts | PJ |
| ------- | --- | -- |
| Argelia | 13  | 6  |
| Egipto  | 13  | 6  |
| Zambia  | 5   | 6  |
| Ruanda  | 2   | 6  |

| Equipo | Pts | PJ |
| ------ | --- | -- |
| Ghana  | 13  | 6  |
| Benín  | 10  | 6  |
| Malí   | 8   | 6  |
| Sudán  | 1   | 6  |

| Equipo          | Pts | PJ |
| --------------- | --- | -- |
| Costa de Marfil | 16  | 6  |
| Burkina Faso    | 12  | 6  |
| Malaui          | 4   | 6  |
| Guinea          | 3   | 6  |

### Asia (AFC)
(43 equipos compitiendo por 4 ó 5 cupos; la repesca contra la OFC determina quién consigue el cupo extra)
Dos rondas preliminares (una en octubre de 2007 y otra en la primera mitad de noviembre) estrecharon el campo de 43 a 20 para la fase de grupos sorteada en Durban el 25 de noviembre de 2007.
El sorteo de la fase de grupos dividió los 20 equipos restantes en 5 grupos de 4, partidos que fueron jugados de febrero a junio de 2008, desde donde los ganadores y segundos lugares avanzaron a la fase de grupos final. Los ganadores y segundos lugares de los 2 grupos finales de cinco países (jugados desde septiembre de 2008 a junio de 2009) clasificarán automáticamente para la Copa del Mundo, con los dos terceros lugares jugando una repesca en septiembre de 2009 por el derecho a jugar contra el ganador de Oceanía por el último cupo clasificatorio (partidos jugados en octubre y noviembre de 2009).
Las rondas preliminares de eliminación directa fueron inusuales, con los 38 equipos de la AFC que no clasificaron al mundial anterior jugando en la primera ronda eliminatoria, pero los 11 ganadores mejor posicionados de tal ronda siendo eliminados en la segunda (y solo los ocho más bajos compitiendo para reducir el campo de equipos a 20).

#### Posiciones  finales (Cuarta fase)
| Equipo     | Pts | PJ |
| ---------- | --- | -- |
| Australia  | 20  | 8  |
| Japón      | 15  | 8  |
| Baréin     | 10  | 8  |
| Catar      | 6   | 8  |
| Uzbekistán | 4   | 8  |

| Equipo                 | Pts | PJ |
| ---------------------- | --- | -- |
| Corea del Sur          | 16  | 8  |
| Corea del Norte        | 12  | 8  |
| Arabia Saudita         | 12  | 8  |
| Irán                   | 11  | 8  |
| Emiratos Árabes Unidos | 1   | 8  |

#### Repesca por el 5° lugar (Quinta fase)
| Local ida | Marcador global | Visitante ida  | Ida | Vuelta |
| --------- | --------------- | -------------- | --- | ------ |
| Baréin    | (v) 2:2         | Arabia Saudita | 0:0 | 2:2    |

El ganador de las dos llaves avanza a la repesca Asia-Oceanía contra Nueva Zelanda, el ganador de la OFC.

### Oceanía (OFC)
(10 equipos compiten por 0 ó 1 cupo; una repesca contra la AFC determina cuál confederación obtiene el cupo extra. Tuvalu también jugó el torneo clasificatorio, pero no como postulante a la Copa del Mundo)
El proceso de clasificación comenzó con un torneo en los Juegos del Pacífico Sur de 2007, en agosto de ese año. Los primeros tres (Nueva Caledonia, Fiyi y Vanuatu, respectivamente) se unieron a Nueva Zelanda en un cuadrangular, que al mismo tiempo constituyó la Copa de las Naciones de la OFC, en partidos de ida y vuelta. El ganador jugaría una repesca intercontinental en partidos en casa y visita contra el quinto lugar de la clasificación asiática por un cupo a la Copa del Mundo.
- En esta zona, la clasificación finalizó el 19 de noviembre de 2008.

#### Posiciones finales (Segunda fase)
| Equipo          | Pts | PJ |
| --------------- | --- | -- |
| Nueva Zelanda   | 15  | 6  |
| Nueva Caledonia | 8   | 6  |
| Fiyi            | 7   | 6  |
| Vanuatu         | 4   | 6  |

Nueva Zelanda avanzó al repechaje intercontinental, para jugar contra el quinto lugar de la AFC (Baréin).

## Repesca Intercontinental
Dos de los cupos se dirimieron en los repechajes intercontinentales.
- Costa Rica (4° lugar Concacaf) vs. Uruguay (5° lugar Conmebol).
- Baréin (5° lugar AFC) vs. Nueva Zelanda (Ganador OFC).

El sorteo por el orden en el cual los partidos fueron jugados fue realizado el 2 de junio durante el Congreso de la FIFA en Nassau, Bahamas.

### 4° lugar Concacaf vs 5° lugar Conmebol
Costa Rica, equipo que obtuvo el cuarto lugar del hexagonal final de la clasificatoria de Concacaf juega una repesca contra Uruguay, que finalizó en el quinto lugar en las eliminatorias de la Conmebol.
El orden de los partidos (quién ejerce de local primero y quién segundo) se determinó por medio de un sorteo en el 59.º Congreso de la FIFA, llevado a cabo en Bahamas, el 2 de junio de 2009. El primer partido será en Costa Rica, el 14 de noviembre, y el definitorio en Uruguay, el 18 de noviembre.
| Local ida  | Marcador global | Visitante ida | Ida | Vuelta |
| ---------- | --------------- | ------------- | --- | ------ |
| Costa Rica | 1:2             | Uruguay       | 0:1 | 1:1    |

### 5° lugar AFC vs. Ganador OFC
El ganador del torneo clasificatorio de la OFC juega contra el ganador de la repesca entre los dos terceros lugares de la cuarta fase de la AFC (considerado el quinto puesto). Nueva Zelanda clasificó para el repechaje ganando la competición oceánica en septiembre de 2008.
| Local ida | Marcador global | Visitante ida | Ida | Vuelta |
| --------- | --------------- | ------------- | --- | ------ |
| Baréin    | 0:1             | Nueva Zelanda | 0:0 | 0:1    |

## Equipos clasificados
A continuación se muestran los 32 equipos ordenados por la fecha en que obtuvieron su clasificación:
| N.º | Equipo          | Detalle                                                | Fecha de clasificación  | Part. | Cons. | Última  | Mejor presentación                     | Ranking FIFA |
| --- | --------------- | ------------------------------------------------------ | ----------------------- | ----- | ----- | ------- | -------------------------------------- | ------------ |
| 1   | Sudáfrica       | Anfitrión                                              | 15 de mayo de 2004      | 3     | 1     | 2002    | Primera fase (1998, 2002)              | 73           |
| 2   | Japón           | 2° clasificado del Grupo A de la Cuarta fase de la AFC | 6 de junio de 2009      | 4     | 4     | 2006    | Octavos de final (2002)                | 40           |
| 3   | Australia       | Ganador del Grupo A de la Cuarta fase de la AFC        | 6 de junio de 2009      | 3     | 2     | 2006    | Octavos de final (2006)                | 14           |
| 4   | Corea del Sur   | Ganador del Grupo B de la Cuarta fase de la AFC        | 6 de junio de 2009      | 8     | 7     | 2006    | Cuarto lugar (2002)                    | 49           |
| 5   | Países Bajos    | Ganador del Grupo 9 de la UEFA                         | 6 de junio de 2009      | 9     | 2     | 2006    | Subcampeón (1974, 1978)                | 3            |
| 6   | Corea del Norte | 2° clasificado del Grupo B de la Cuarta fase de la AFC | 17 de junio de 2009     | 2     | 1     | 1966    | Cuartos de final (1966)                | 90           |
| 7   | Brasil          | Ganador de la Conmebol                                 | 5 de septiembre de 2009 | 19    | 19    | 2006    | Campeón (1958, 1962, 1970, 1994, 2002) | 1            |
| 8   | Ghana           | Ganador del Grupo D de la CAF                          | 6 de septiembre de 2009 | 2     | 2     | 2006    | Octavos de final (2006)                | 32           |
| 9   | Inglaterra      | Ganador del Grupo 6 de la UEFA                         | 9 de septiembre de 2009 | 13    | 4     | 2006    | Campeón (1966)                         | 7            |
| 10  | España          | Ganador del Grupo 5 de la UEFA                         | 9 de septiembre de 2009 | 13    | 9     | 2006    | Cuarto lugar (1950)                    | 2            |
| 11  | Paraguay        | Tercer clasificado de la Conmebol                      | 9 de septiembre de 2009 | 8     | 4     | 2006    | Octavos de final (1986, 1998, 2002)    | 23           |
| 12  | Costa de Marfil | Ganador del Grupo E de la CAF                          | 10 de octubre de 2009   | 2     | 2     | 2006    | Primera fase (2006)                    | 20           |
| 13  | Alemania        | Ganador del Grupo 4 de la UEFA                         | 10 de octubre de 2009   | 17    | 15    | 2006    | Campeón (1954, 1974, 1990)             | 4            |
| 14  | Dinamarca       | Ganador del Grupo 1 de la UEFA                         | 10 de octubre de 2009   | 4     | 1     | 2002    | Cuartos de final (1998)                | 16           |
| 15  | Serbia          | Ganador del Grupo 7 de la UEFA                         | 10 de octubre de 2009   | 11    | 2     | 2006    | Cuarto lugar (1930, 1962)              | 13           |
| 16  | Italia          | Ganador del Grupo 8 de la UEFA                         | 10 de octubre de 2009   | 17    | 13    | 2006    | Campeón (1934, 1938, 1982, 2006)       | 4            |
| 17  | Chile           | Segundo clasificado de la Conmebol                     | 10 de octubre de 2009   | 8     | 1     | 1998    | Tercer lugar (1962)                    | 21           |
| 18  | México          | Segundo clasificado de la Concacaf                     | 10 de octubre de 2009   | 14    | 5     | 2006    | Cuartos de final (1970, 1986)          | 24           |
| 19  | Estados Unidos  | Ganador de la Concacaf                                 | 10 de octubre de 2009   | 9     | 6     | 2006    | Tercer lugar (1930)                    | 11           |
| 20  | Suiza           | Ganador del Grupo 2 de la UEFA                         | 14 de octubre de 2009   | 9     | 2     | 2006    | Cuartos de final (1934, 1938, 1954)    | 15           |
| 21  | Eslovaquia      | Ganador del Grupo 3 de la UEFA                         | 14 de octubre de 2009   | 0     | 1     | Ninguna | Ninguna                                | 45           |
| 22  | Argentina       | Cuarto clasificado de la Conmebol                      | 14 de octubre de 2009   | 15    | 10    | 2006    | Campeón (1978, 1986)                   | 6            |
| 23  | Honduras        | Tercer clasificado de la Concacaf                      | 14 de octubre de 2009   | 2     | 1     | 1982    | Primera fase (1982)                    | 42           |
| 24  | Nueva Zelanda   | Ganador de Repesca de la AFC/OFC                       | 14 de noviembre de 2009 | 2     | 1     | 1982    | Primera fase (1982)                    | 83           |
| 25  | Nigeria         | Ganador del Grupo B de la CAF                          | 14 de noviembre de 2009 | 4     | 1     | 2002    | Octavos de final (1994, 1998)          | 32           |
| 26  | Camerún         | Ganador del Grupo A de la CAF                          | 14 de noviembre de 2009 | 6     | 1     | 2002    | Cuartos de final (1990)                | 14           |
| 27  | Argelia         | Ganador del Grupo C de la CAF                          | 18 de noviembre de 2009 | 3     | 1     | 1986    | Primera fase (1982, 1986)              | 29           |
| 28  | Grecia          | Ganador de Repesca de la UEFA                          | 18 de noviembre de 2009 | 2     | 1     | 1994    | Primera fase (1994)                    | 16           |
| 29  | Eslovenia       | Ganador de Repesca de la UEFA                          | 18 de noviembre de 2009 | 2     | 1     | 2002    | Primera fase (2002)                    | 49           |
| 30  | Portugal        | Ganador de Repesca de la UEFA                          | 18 de noviembre de 2009 | 5     | 3     | 2006    | Tercer lugar (1966)                    | 10           |
| 31  | Francia         | Ganador de Repesca de la UEFA                          | 18 de noviembre de 2009 | 13    | 4     | 2006    | Campeón (1998)                         | 9            |
| 32  | Uruguay         | Ganador de Repesca de la Conmebol/Concacaf             | 18 de noviembre de 2009 | 11    | 1     | 2002    | Campeón (1930, 1950)                   | 25           |